# Steina
Steina là một đô thị ở huyện of Bautzen, bang Sachsen, Đức. Đô thị Steina có diện tích 12,49 km², dân số thời điểm ngày 31 tháng 12 năm 2006 là 1801 người.